# На дне (телесериал)
«На дне» — американский комедийный телевизионный сериал, транслировавшийся на канале HBO, про бывшего профессионального бейсболиста, пережившего взлёт и падение в Главной лиге бейсбола и вынужденного вернуться в родной город. Главную роль в сериале исполнил Дэнни МакБрайд.
Продюсеры Уилл Феррелл и Адам МакКей получили заказ на шесть эпизодов первого сезона от HBO. Сериал был спродюсирован Gary Sanchez Productions, продюсерской компанией Уилла Феррелла. Премьера шоу состоялась 15 февраля 2009 года. Второй сезон, состоящий из семи эпизодов, начался 26 сентября 2010 года. 27 октября HBO сообщил о продлении шоу на третий сезон. 6 июня 2013 года HBO объявил, что четвёртый сезон будет последним для шоу. Премьера последнего сезона состоялась 29 сентября 2013 года, а последняя серия была показана 17 ноября 2013 года.

## В ролях

### Главные роли
- Дэнни МакБрайд — Кенни Пауэрс
- Стив Литтл — Стивен Бернард «Стиви» Янковски
- Кэти Миксон — Эйприл Бушанон
- Джон Хоукс — Дастин Пауэрс
- Дженнифер Ирвин — Кэйси Пауэрс
- Лиза де Радзо — Мария Янковски (сезоны 2-4)
- Ана де ла Регера — Вида (сезон 2)
- Майкл Пенья — Себастьян Сиснерос (сезон 2)
- Марко Родригес — Роджер Эрнандес (сезон 2)
- Эфрен Рамирес — Качуи (сезон 2)
- Джейсон Судейкис — Шейн Джералд/Коул Джералд (сезон 3)
- Айк Баринхолц — Иван Доченко (сезон 3)
- Кен Марино — Гай Янг (сезон 4)

### В эпизодах
- Эндрю Дэйли — Терренс Катлер
- Адам Скотт — Пэт Андерсон (сезоны 1-2)
- Бен Бест — Клегг (сезоны 1-2)
- Уилл Феррелл — Эшли Шаффер
- Крэйг Робинсон — Рэг Макуорти
- Бо Митчелл — Уэйн Пауэрс
- Дон Джонсон — Эдуардо Санчес Пауэрс (сезоны 2-3)
- Эрик Чаварриа — Каспер (сезоны 2-3)
- Мэттью Макконахи — Рой Макдэниел (сезоны 2-3)
- Джерри Майнор — Джейми Лэйнг (сезоны 2-4)
- Сильвия Джеффрис — Трэйси (сезоны 1-2)
- Дип Рой — Аарон (сезон 2)
- Хоакин Косио — Гектор (сезон 2)
- Эдди ’Пайолин’ Сотело — диктор (сезон 2)
- Джон Майкл Хилл — Дэрнелл (сезон 3)
- Лили Томлин — Тэмми Пауэрс (сезон 3)
- Тим Хайдекер — Джин (сезон 4)
- Джиллиан Белл — Дикси (сезон 4)
- Джон Рип — Джед Форни (сезон 4)
- Омар Дж. Дорси — Донтел Бенджамин (сезон 4)

## Эпизоды
| Сезон | Сезон | Эпизоды | Премьерная дата   | Премьерная дата | DVD-релиз       | DVD-релиз |
| Сезон | Сезон | Эпизоды | Первая серия      | Финал сезона    | Регион 1        | Диски     |
| ----- | ----- | ------- | ----------------- | --------------- | --------------- | --------- |
|       | 1     | 6       | февраль 15, 2009  | март 22, 2009   | июнь 30, 2009   | 2         |
|       | 2     | 7       | сентябрь 26, 2010 | ноябрь 7, 2010  | август 2, 2011  | 2         |
|       | 3     | 8       | февраль 19, 2012  | апрель 15, 2012 | декабрь 4, 2012 | 2         |
|       | 4     | 8       | сентябрь 29, 2013 | ноябрь 17, 2013 | май 13, 2014    | 2         |

## Производство
Производство второго сезона шоу началось в мае 2010 года. Действие перенесли в Мексику, при этом съёмки происходили в Гурабо, Пуэрто-Рико. Новый сезон принёс изменения в актёрский состав — появились Майкл Пенья, Ана де ла Регера и Дон Джонсон. Весь второстепенный состав первого сезона отсутствовал или появлялся в качестве камео, за исключением Стиви Янковски (Стив Литтл), который последовал за Кенни в Мексику. Адам Скотт вернулся к роли избавившегося от кокаиновой зависимости бейсбольного агента Пэта Андерсона, появившись в двух эпизодах. Содиректор сериала Джоди Хилл описал сезон как «что-то среднее между фильмами „Сука-любовь“ и „Несносные медведи“».
К актёрскому составу третьего сезона присоединился Джейсон Судейкис, также вернулся Мэттью Макконахи в роли Роя МакДэниела, скаута из Техаса, и Уилл Феррелл, исполнивший роль продавца автомобилей Эшли Шаффера. Шоу было снято в Мертл-Бич, Южная Калифорния.

## Критика
«На дне» получил преимущественно положительные отзывы. На сайте агрегаторе Rotten Tomatoes первый сезон шоу имеет рейтинг 65 %, основанный на 20 обзорах, со средним рейтингом 7,9 из 10. Общее мнение сайта гласит: «„На дне“ может показаться некоторым слишком простым и неприятным, но неприличный юмор сериала и легкомысленная атмосфера действительно очень веселят». Metacritic дал первому сезону оценку «в целом благоприятный» со средним баллом 70 из 100, основываясь на 27 рецензиях; второй и третий сезоны получили 89 и 85 балла соответственно, получив оценку «всеобщее признание». Четвёртый финальный сезон сериала имеет идеальный 100 % рейтинг на RottenTomatoes, основываясь на 17 рецензиях.